# Ленд-лиз

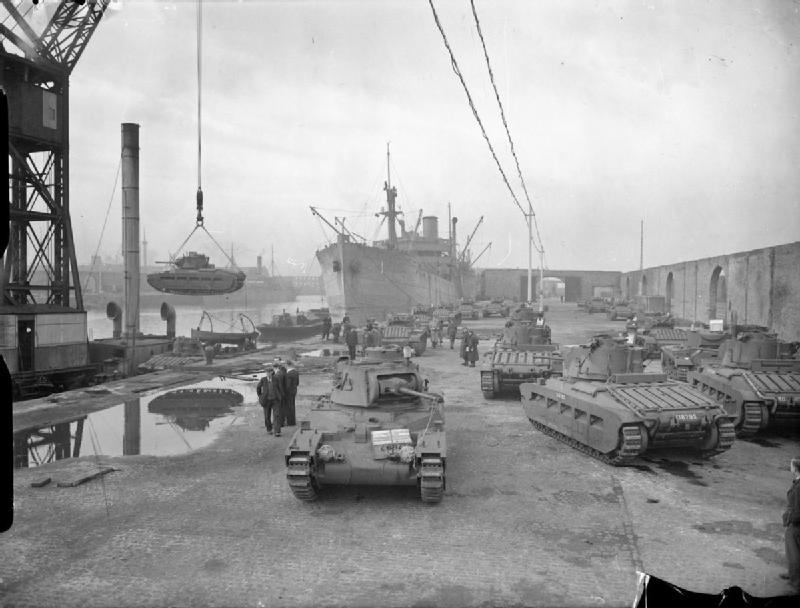
Погрузка танков «Матильда» для СССР в ливерпульских доках (17 октября 1941 года)

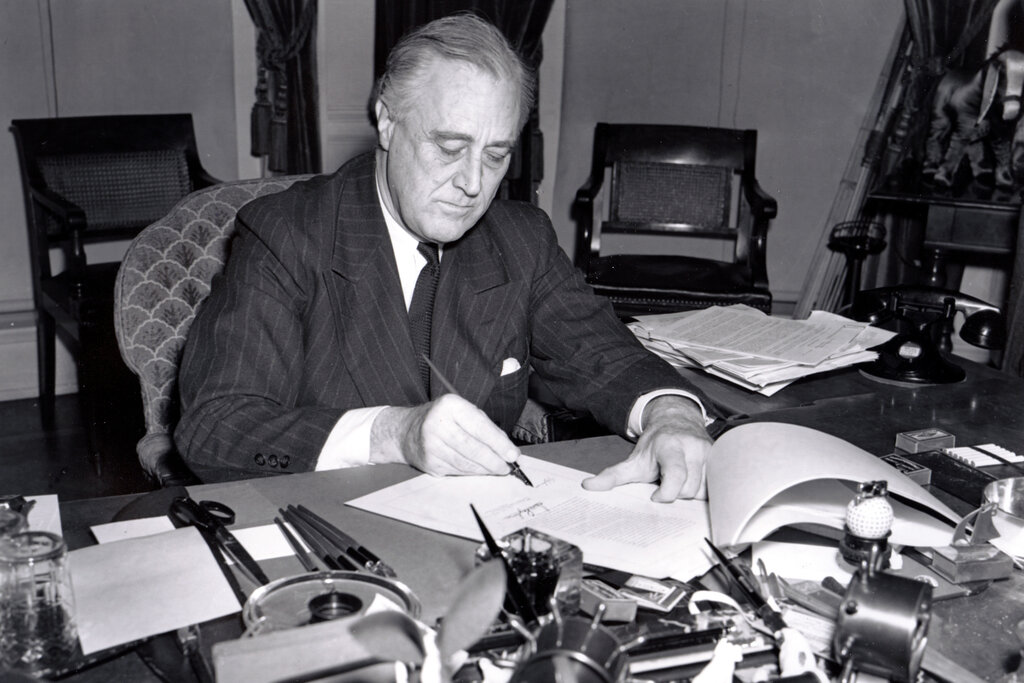
Президент США Франклин Д. Рузвельт подписывает закон о ленд-лизе

Ленд-лиз (от англ. lend — давать взаймы и lease [liːs] — сдавать в аренду, внаём) — государственный акт Соединённых Штатов Америки (США), позволивший в 1941—1945 годы поставлять их союзникам во Второй мировой войне боевые припасы, технику, продовольствие, медицинское оборудование и лекарства, стратегическое сырьё, включая нефтепродукты, без оплаты. Все поставки по ленд-лизу оплачивало казначейство США, возврат оставшегося исправного оружия и техники должен был производиться после завершения военных действий (фактически, после разгрома Японии). Основными получателями поставок по акту о ленд-лизе стали страны Британского содружества наций и СССР.
Акт о ленд-лизе давал президенту США полномочия помогать любой стране, чья оборона признавалась жизненно важной для США, без предварительной оплаты. Закон о ленд-лизе (англ. Lend Lease Act) полное название — «Закон по обеспечению защиты Соединённых Штатов» (англ. An Act to Promote the Defense of the United States), принятый Конгрессом США 11 марта 1941 года, предусматривал следующие условия:
- переданное в рамках ленд-лиза имущество, оставшееся после окончания войны и пригодное для гражданских целей, будет оплачено полностью или частично на основе предоставленных США долгосрочных кредитов (в основном беспроцентных займов);
- в случае заинтересованности американской стороны неразрушенная и неутраченная техника и оборудование должны быть возвращены в США после войны[4].

В послевоенный период высказывались различные оценки роли ленд-лиза. В историографии СССР умалчивалось о значимости поставок, в то время как союзники часто их преувеличивали.

## Международные соглашения о ленд-лизе (1941—1945 годы)
Первоначально акт ленд-лиза был распространён на страны Британской империи и Китай. С ноября 1941 года его действие распространили на СССР, а к концу войны практически все союзники США стали получателями помощи по ленд-лизу.
В 1942 году США подписали с Великобританией, Австралией, Новой Зеландией и «Свободной Францией» ещё одно соглашение, так называемый обратный ленд-лиз. Согласно ему, уже союзники предоставляли армии США товары, обслуживание и транспортные услуги, свои военные базы. На 90 % (в стоимостном выражении) обратный лэнд-лиз обеспечивался Великобританией вместе с её колониями: это были как высокотехнологичные изделия военного назначения, так и обслуживание и снабжение (в том числе медикаментами) американских баз на территории Британских островов. Австралия и Новая Зеландия обеспечивали базы США на юге Тихого океана сельхозпродукцией. СССР поставил 300 тыс. тонн хромовой и 32 тыс. тонн марганцевой руд, а также запасы платины, золота, дерева на общую сумму в 2 139 000 долларов США.
По программе ленд-лиза в СССР было поставлено 17 500 тыс. тонн готовых изделий, станочное оборудование, полуфабрикаты, продовольствие и бензин, обошедшиеся казначейству США в 11,3 миллиарда долларов. С учётом помощи СССР от Великобритании и Канады эта сумма достигает 13 миллиардов долларов. По курсу 2015 года это составляет более 160 миллиардов долларов. Состав поставок утверждался в согласовании с советской стороной.
Правительства СССР и США заключили «Соглашение о принципах, применимых к взаимной помощи в ведении войны против агрессии», декларирующие намерения сторон. Согласно этому соглашению, СССР имел право получать материалы, ресурсы и информацию на основе американского закона о ленд-лизе.
Программа ленд-лиза стала сворачиваться после капитуляции Германии и в августе 1945 года, после капитуляции Японии, была полностью прекращена. Поставки были крайне важны на начальном этапе войны (когда осуществлялись эвакуация предприятий на восток и их запуск); одним из важных пунктов поступления был Мурманск (22,6 % поставок), а Кольский полуостров был отрезан блокадой Ленинграда. Однако основная часть (47,1 %) поступала через Тихий океан, перевозилась на советских судах во Владивосток мимо нейтральной СССР Японии, а также через оккупированный Великобританией и СССР Иран из Индии (23,8 % объёма поставок). Чтобы СССР транспортировал грузы под своим флагом, США передали ему 596 кораблей и судов.
Поскольку, согласно акту о ленд-лизе, поставки промышленного оборудования, оставшегося в СССР, должны быть оплачены, США пытались получить эту сумму, равную 2,7 миллиарда долларов. Советско-американские переговоры 1948—1949 года были безрезультатны, поскольку СССР был категорически не согласен с этой суммой. В 1951 году американское правительство дважды снижало сумму долга до 800 миллионов долларов. В итоге очередное соглашение о выплате долгов за поставки по ленд-лизу было подписано в 1972 году. СССР обязался выплатить 722 миллиона долларов, включая проценты, к 2001 году. В 1973 году был сделан платёж в 48 миллионов долларов, а потом выплаты долга приостановили, после того как США стали применять к СССР дискриминирующие меры в торговле (поправка Джексона-Вэника).
В 1990 году установили новый срок погашения долга по ленд-лизу в объёме 674 миллионов долларов — до 2030 года. После распада СССР Российская Федерация в апреле 1993 года взяла на себя выплату всех советских долгов, в том числе и обязательств по ленд-лизу перед США. Советский долг за поставки по ленд-лизу был окончательно выплачен и закрыт в рамках расчётов с «Парижским клубом» 21 августа 2006 года.

## Объёмы поставок и значение ленд-лиза
Материалы на общую сумму в 50,1 млрд долларов (около 750 млрд долларов в ценах 2018 года) были отправлены нескольким десяткам[уточнить] стран-получателей, основными из которых были:
| Получатель помощи    | млрд долларах, в ценах годов | млрд долларах, в ценах годов | млрд долларах, в ценах годов |
| Получатель помощи    | 1945                         | 1990                         | 2008                         |
| -------------------- | ---------------------------- | ---------------------------- | ---------------------------- |
| Великобритания       | 31,4                         | 233,18                       | 384,12                       |
| СССР                 | 11,3                         | 83,92                        | 138,25                       |
| Франция              | 3,2                          | 23,76                        | 39,15                        |
| Китайская Республика | 1,6                          | 11,88                        | 19,57                        |

Послевоенные выплаты по ленд-лизу (например, аренда авиабаз), полученные США, составили 7,8 млрд долларов, из которых 6,8 млрд долларов — от Великобритании и Британского Содружества и 700 млн долларов — от СССР. При этом встречный ленд-лиз из СССР в США составил всего 2,2 млн долларов.
Канада также имела программу ленд-лиза, аналогичную американской, поставки в рамках которой составили 4,7 млрд долларов, в основном в Великобританию и СССР.
Поставщиками грузов в СССР (в денежном выражении) являлись: США — поставлено на 11,3 млрд долларов (85,7 %), Великобритания — на 1,7 млрд долларов (12,8 %) и Канада — на 200 млн долларов (1,5 %).
Преимущество в ВВП антигитлеровской коалиции над странами «оси» иллюстрирует следующая таблица, которая показывает ВВП основных стран — участников Второй мировой войны, с 1938 по 1945, в млрд международных долларов в ценах 1990 года.

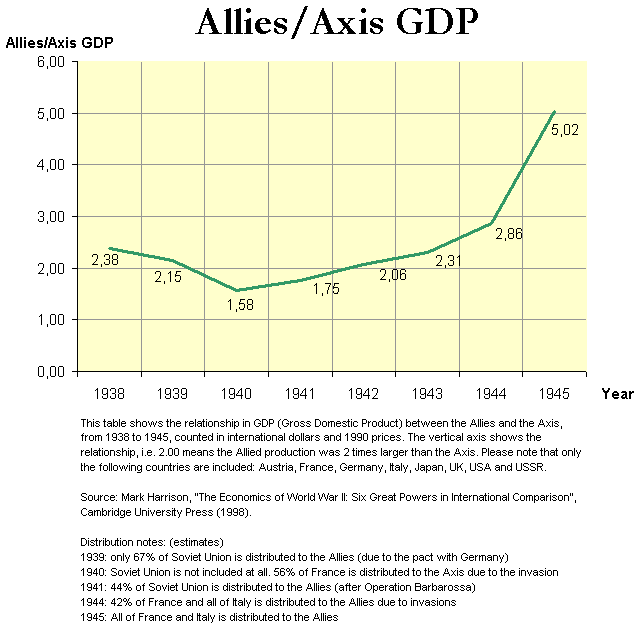
График соотношения ВВП антигитлеровской коалиции и стран «оси» в течение 1938—1945 гг.

| Страна/Год                            | 1938 | 1939 | 1940 | 1941 | 1942 | 1943 | 1944 | 1945 |
| ------------------------------------- | ---- | ---- | ---- | ---- | ---- | ---- | ---- | ---- |
| Страны оси                            |      |      |      |      |      |      |      |      |
| Австрия                               | 24   | 27   | 27   | 29   | 27   | 28   | 29   | 12   |
| Германия                              | 351  | 384  | 387  | 412  | 417  | 426  | 437  | 310  |
| Италия                                | 141  | 151  | 147  | 144  | 145  | 137  | 117  | -    |
| Франция                               | -    | -    | -    | 130  | 116  | 110  | 93   | -    |
| Япония                                | 169  | 184  | 192  | 196  | 197  | 194  | 189  | 144  |
| Страны «оси» всего:                   | 685  | 746  | 753  | 911  | 902  | 895  | 826  | 466  |
| Страны антигитлеровской коалиции      |      |      |      |      |      |      |      |      |
| СССР                                  | 359  | 366  | 417  | 359  | 274  | 305  | 362  | 343  |
| Франция                               | 186  | 199  | 164  | -    | -    | -    | -    | 101  |
| Великобритания                        | 284  | 287  | 316  | 344  | 353  | 361  | 346  | 331  |
| США                                   | 800  | 869  | 943  | 1094 | 1235 | 1399 | 1499 | 1474 |
| Антигитлеровская коалиция всего:      | 1629 | 1600 | 1840 | 1797 | 1862 | 2065 | 2363 | 2341 |
| Соотношение ВВП, союзники/страны Оси: | 2,38 | 2,14 | 2,44 | 1,97 | 2,06 | 2,31 | 2,86 | 5,02 |

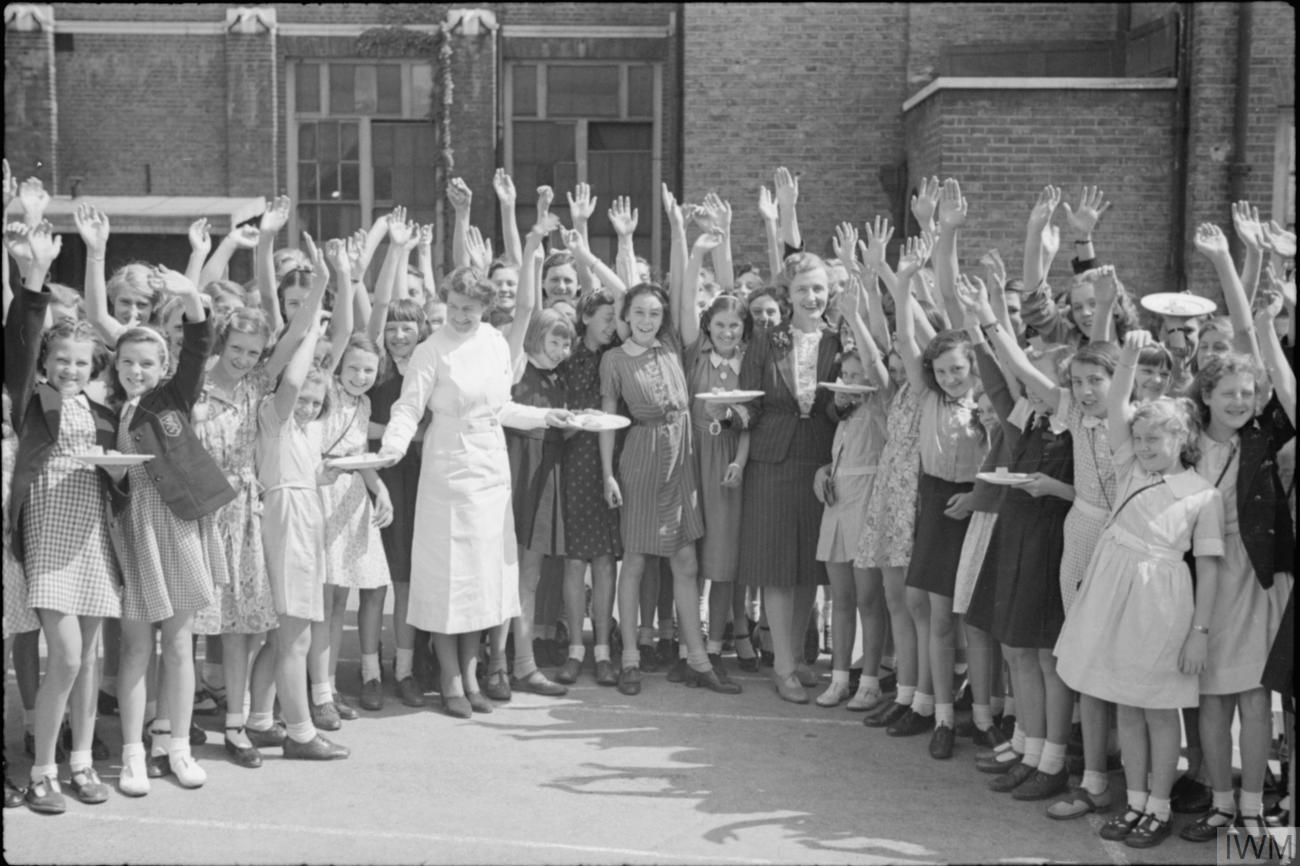
Продовольственная помощь из Америки: счастливые британские школьницы машут руками на камеру, получив тарелки с яичницей и беконом. Лондон, 1941 год

К декабрю 1941 года суммарный ВВП СССР и Великобритании соотносился с ВВП Германии и её европейских союзников как 1:1. Это обусловлено тем, что к этому моменту Великобритания была истощена морской блокадой и сколь-нибудь существенно помочь СССР в краткосрочной перспективе не могла. Более того, по итогам 1941 года Великобритания проигрывала битву за Атлантику, что было чревато полным коллапсом для экономики страны, практически целиком зависимой от внешней торговли, и реальной угрозой осуществления планируемой Гитлером её оккупации.
ВВП СССР в 1942 году, в свою очередь, вследствие оккупации Германией значительных территорий снизился более чем на треть по сравнению с довоенным уровнем, при этом из почти 200 млн человек населения около 78 млн и главные промышленные центры остались на оккупированных территориях, а также под блокадой и у линии фронта.
Таким образом, в 1942 году СССР и Великобритания уступали Германии и её сателлитам и по ВВП (0,9:1) и по населению (учитывая потери СССР вследствие оккупации). В этой ситуации руководству США была очевидна необходимость оказания срочной военно-технической помощи обеим странам. Более того, США были единственной страной мира, обладавшей достаточными производственными мощностями для оказания такой поддержки в достаточно сжатые сроки, чтобы оказать влияние на ход боевых действий в 1942 году. В течение всего 1941 года США продолжили наращивать военную помощь Великобритании, а 1 октября 1941 года Рузвельт одобрил подключение к ленд-лизу СССР.
Ленд-лиз, вкупе с нарастающей помощью Великобритании в её битве за Атлантику, оказался критическим фактором, вовлёкшим США в войну, особенно на европейском фронте. Гитлер, объявляя войну США 11 декабря 1941 года, упомянул оба этих фактора как ключевые в принятии решения вступить в войну с США.
С тяжёлым началом войны и необходимостью выиграть время для осуществления перебазирования вглубь страны военной и прочей промышленности, ленд-лиз в СССР сначала был преимущественно в виде жизненно необходимых поставок американской и английской военной техники и оборудования в виде тысяч самолётов, бронетехники, военных и прочих судов, автомобилей, железнодорожной техники, сотен тысяч и миллионов тонн и единиц авиационного топлива, снарядов для орудий, патронов для пистолет-пулемётов и пулемётов (отличавшихся от применявшихся в СССР калибров оружия), автомобильных покрышек, запчастей для танков, самолётов и автомобилей и тому подобного. Уже с 1943 года, когда перебазированная промышленность развернулась в полной мере, но продрезервы были исчерпаны, а руководство союзников перестало сомневаться в способности СССР к долговременной войне, в СССР стали ввозить в основном стратегические материалы (цветной металл и тому подобное), оборудование для промышленности и продукты ввиду продовольственного кризиса (смотри ниже).
Ограничения в поставках вооружения со стороны США и Британии касались в основном в части поставок тяжёлых бомбардировщиков. От поставок четырёхмоторных бомбардировщиков с большой бомбовой нагрузкой и дальним радиусом действия союзники уклонялись под различными предлогами. Очевидно, в доступе СССР к данным вооружениям союзники видели угрозу в послевоенное время. Без сомнения, это в определённой мере работало против достижения победы над гитлеровской Германией: СССР имел ограниченные силы дальней бомбардировочной авиации и в условиях войны не мог даже восполнять потери в ней. Также совершенно секретный характер носили исследования по созданию ядерного оружия.
За исключением намного меньших (особенно от СССР) встречных поставок, ввиду того, что потерянные в ходе войны поставки военной техники и материалов не подлежали возмещению, ленд-лиз в итоге был оплачен получателями (в том числе от СССР и западных союзников) в очень малых долях (считанные проценты) и в основном с большой отсрочкой (спустя десятилетия). Однако, при этом не следует недооценивать важность такого «ответного ленд-лиза». Например, особенно ценным в условиях войны для США оказалось решение СССР о доступе США к технологии производства порохов для снарядов систем залпового огня («Катюш»). СССР имел приоритет и значительное преимущество в разработке такого вида оружия на то время. Хотя такое решение о передаче технологии производства было вынужденным для СССР, оно позволило наладить производство нужных порохов в США для «катюш». Тем самым США сумели решить важную в условиях военного времени задачу быстрого обеспечения и своей армии этим оружием, имевшим огромное значение в условиях Второй мировой войны.

## Поставки в СССР

### Поставки из США

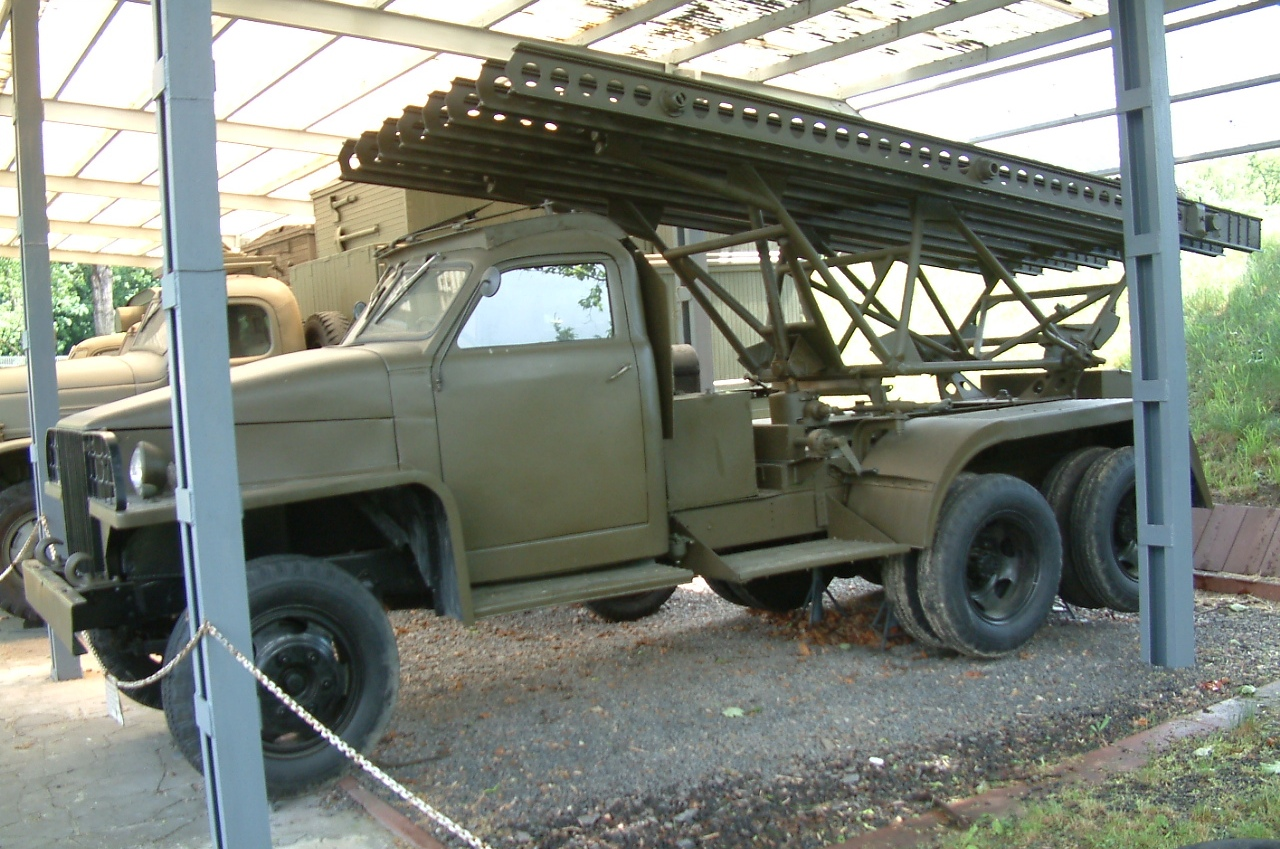
БМ-13 «Катюша» на платформе «Студебеккера»

- Переговоры по Первому протоколу поставки начались 29.09.1941 г. на Московской конференции и завершились подписанием 01.10.1941 г.
- Второй протокол, известный как «вашингтонский», был подписан 06.10.1942 г.
- Третий протокол, известный как «лондонский», был подписан 19.10.1943 г.
- Четвёртый протокол поставки был подписан в Оттаве 17.04.1944 г.

Основным вышеперечисленным Протоколам поставки были подчинены несколько дополнительных программ, среди которых была «Арктическая программа» по снабжению советских арктических портов, программа «Аванпост» (Outpost) по строительству портов на Дальнем Востоке СССР, программа создания транссибирской системы воздушного транспорта (Northern Siberian Air Route Program), начавшая действовать в конце марта 1945 г., и «Проект Веха» (Project Milepost), обеспечивавший действия СССР на Дальнем Востоке.
Предметы снабжения по программе ленд-лиза, которые не были поставлены в СССР на момент окончания Второй мировой войны, но находились к этому времени на складах или в производстве, были предоставлены Советскому Союзу по так называемому «трубопроводному соглашению» (Pipeline Agreement), подписанному 15.10.1945. Поставки по этому соглашению СССР обязался оплатить в долларах и с небольшим процентом. Поставки по этому соглашению были оценены в 222 миллиона долларов, и они состояли только из промышленного оборудования и запчастей. В частности, было поставлено следующее: электрогенераторы, паровые котлы, двигатели, моторы, трансформаторы, кузнечно-прессовое оборудование, шахтное оборудование, различные станки (включая прецизионные и полуавтоматические). Эти поставки СССР оплатил не полностью.
В августе 1945 года ООН приступила к осуществлению программы помощи Украинской ССР и Белорусской ССР. Стоимость программы составила 250 миллионов долларов. Программа предусматривала поставки продовольствия; одежды, текстиля и обуви; медикаментов; сельскохозяйственного оборудования и семян; промышленного оборудования. Первоначально программа предусматривала оплату всех поставок, однако — после того как представители БССР объяснили, что по конституции СССР республика не имеет иностранной валюты, которая находится в исключительном распоряжении правительства СССР — платежи по этой программе были приостановлены, а все поставки (завершившиеся к маю 1947 года) были произведены бесплатно.

### Маршруты и объём поставок

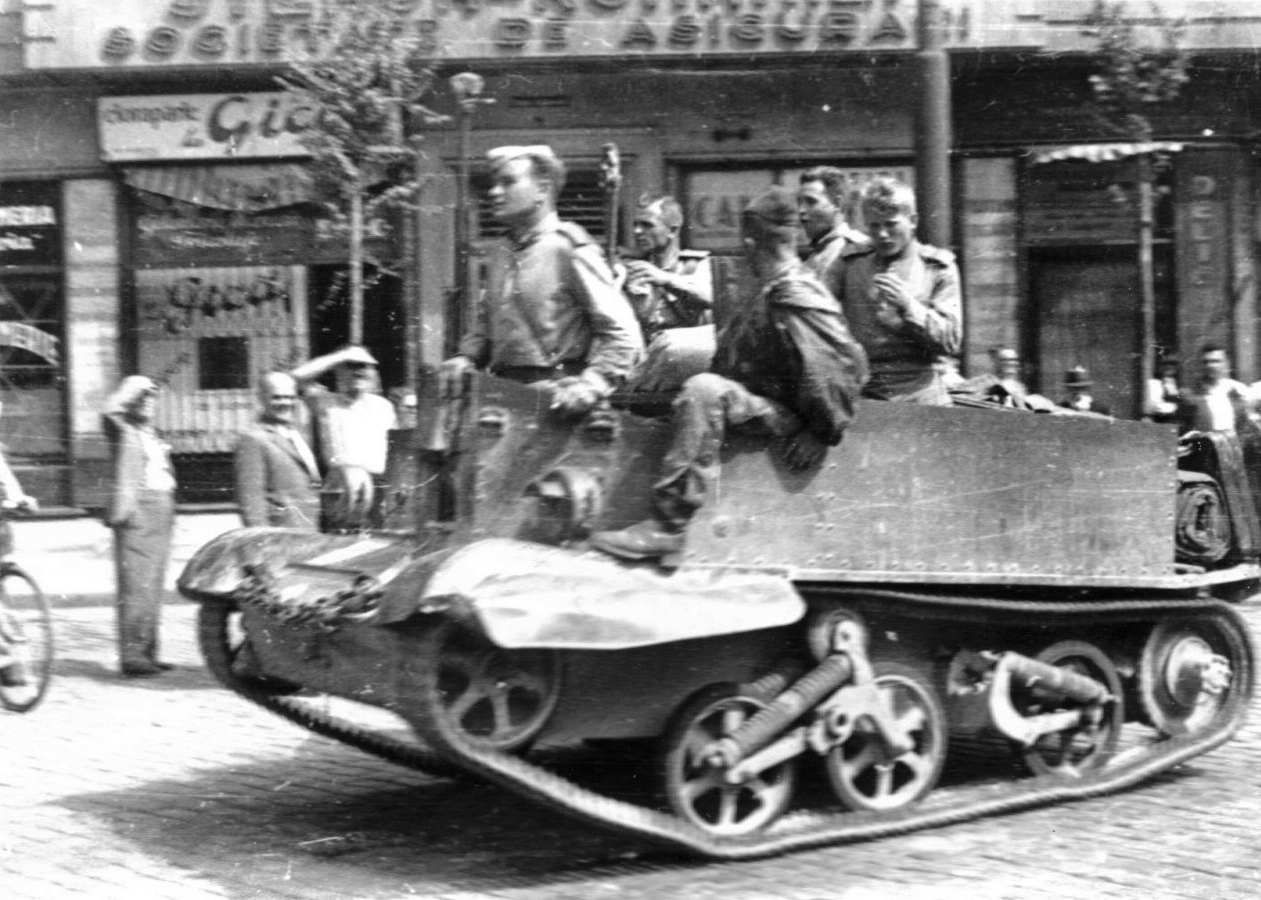
Солдаты Красной армии в Бухаресте на британском Universal Carrier, поставленном по программе ленд-лиза

Союзные поставки очень неравномерно распределены по годам войны. После нападения Японии на США 7 декабря 1941 массовые поставки из США приостановились и были возобновлены после приказа Рузвельта от 28 декабря 1941 с намерением нагнать отставание к 1 апреля 1942 года.
Однако положение нормализовалось начиная лишь со второй половины 1943 года. Из обещанных Англией 800 самолётов и 1000 танков, которые СССР должен был получить в октябре-декабре 1941 г., поступило 669 самолётов (для сравнения — на 1 октября 1941 года в составе трёх фронтов, защищавших Москву, было 568 самолётов и из них — 389 исправных) и 487 танков. США с октября 1941 г. по 30 июня 1942 г. направили в СССР 545 самолётов, 783 танка, в три с лишним раза меньше обещанных, а также 16 502 грузовые автомашины, то есть в пять с лишним раз меньше, чем было запланировано.
Основные маршруты и объём транспортированных грузов приведены в нижеследующей таблице:
| Маршруты поставки  | тоннаж, тыс. т | % от общего |
| ------------------ | -------------- | ----------- |
| Тихоокеанский      | 8244           | 47,1        |
| Трансиранский      | 4160           | 23,8        |
| Арктические конвои | 3964           | 22,6        |
| Чёрное море        | 681            | 3,9         |
| Советская Арктика  | 452            | 2,6         |
| Всего              | 17 501         | 100,0       |

Три маршрута — тихоокеанский, трансиранский и арктические конвои — обеспечили в сумме 93,5 % общих поставок. Ни один из этих маршрутов не был безопасным.

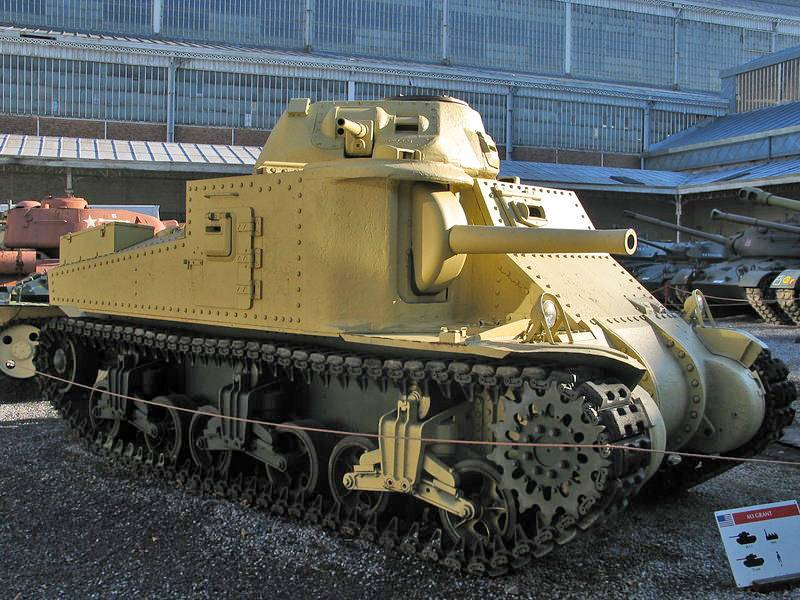
М3 «Генерал Грант»

Самым быстрым (и самым опасным) маршрутом были арктические конвои. В июле-декабре 1941 года 40 % всех поставок шло именно этим маршрутом, и около 15 % отправленных грузов из-за деятельности Люфтваффе и Кригсмарине оказывалось на дне океана. По другим данным, потери были в два раза меньше. Морская часть пути от восточного побережья США до Мурманска занимала около двух недель.
Груз с северными конвоями шёл также через Архангельск и Молотовск (ныне Северодвинск), откуда по спешно достроенной ветке железной дороги грузы шли на фронт. Моста через Северную Двину ещё не было, и для переброски техники зимой намораживали метровый слой льда из речной воды, так как естественная толщина льда (65 см зимой 1941 года) не позволяла выдержать рельсы с вагонами. Далее груз направлялся по железной дороге на юг, в центральную, тыловую часть СССР.
Тихоокеанский маршрут, обеспечивший около половины поставок по ленд-лизу, был относительно (хотя далеко не полностью) безопасным. С началом 7 декабря 1941 г. войны на Тихом океане перевозки здесь могли обеспечиваться лишь советскими моряками, а торгово-транспортные суда ходили только под советским флагом. Все незамерзающие проливы контролировались Японией, и советские суда подвергались принудительному досмотру, а иногда и топились. Морская часть пути от западного побережья США до дальневосточных портов СССР занимала 18−20 суток.

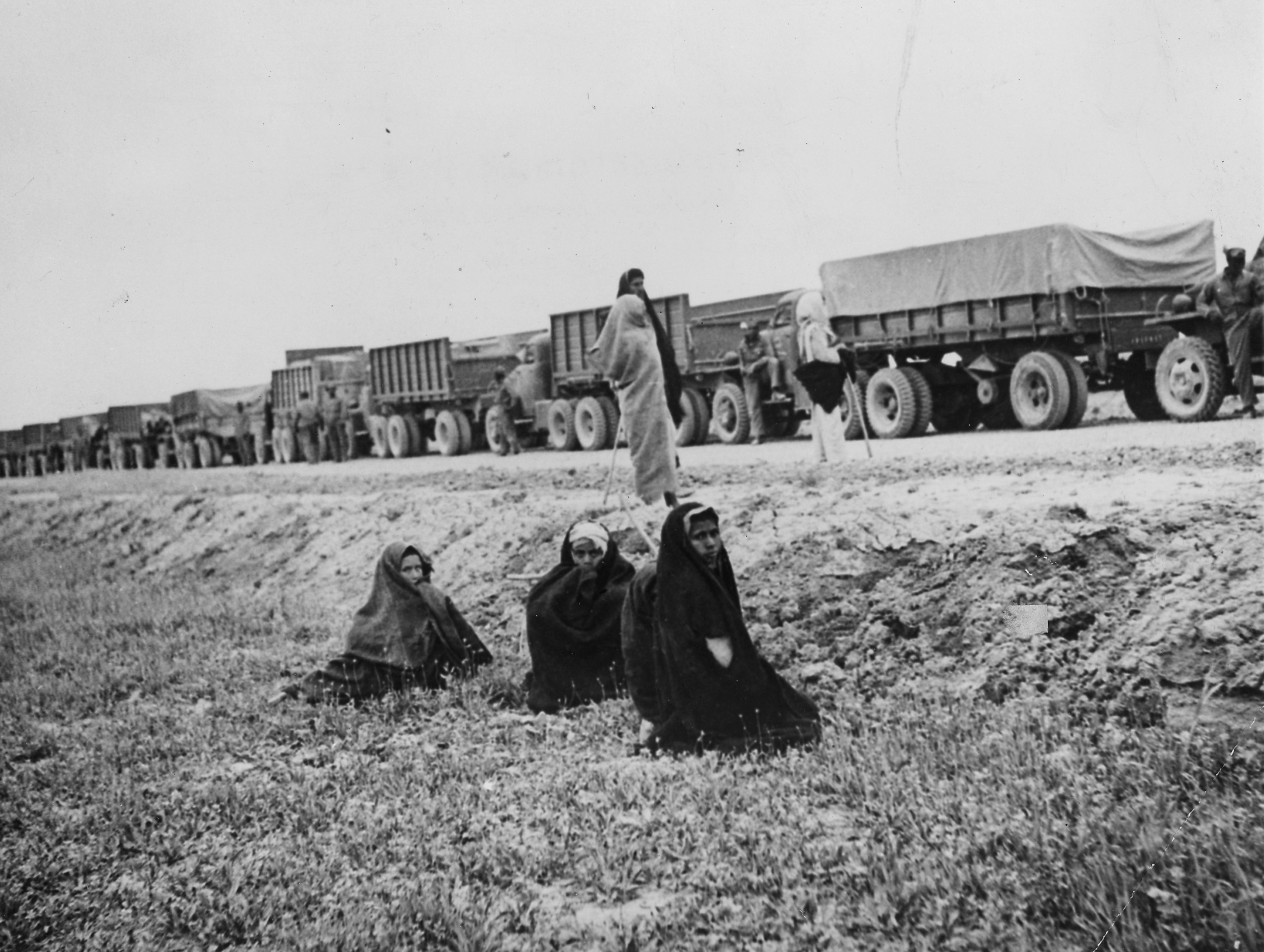
«Студебеккеры» в Иране по пути в СССР

Первые поставки в СССР по Трансиранскому маршруту начались в ноябре 1941 года, когда было отправлено 2972 тонны грузов.
Чтобы увеличить объёмы поставок, требовалось провести масштабную модернизацию транспортной системы Ирана, в частности, портов в Персидском заливе, автомобильных дорог и трансиранской железной дороги (Трансиранский маршрут). С этой целью союзники (СССР и Великобритания) в августе 1941 оккупировали Иран. С мая 1942 года поставки составляли в среднем 80−90 тыс. тонн в месяц, а во второй половине 1943 — до 200 тыс. тонн в месяц. Далее доставка грузов осуществлялась судами Каспийской военной флотилии, до конца 1942 года подвергавшимися активным атакам немецкой авиации. Часть грузов грузилась в портах Персидского залива на грузовые автомобили, также поставлявшиеся в СССР, и на них доставлялась через Иран советскими шофёрами на территорию СССР. Морская часть пути от восточного побережья США до берегов Ирана занимала около 75 дней.
Специально для нужд ленд-лиза в Иране было построено несколько автомобильных заводов, которые находились под управлением General Motors. Самые крупные назывались TAP I (Truck Assembly Plant I) в Андимешке и TAP II в Хорремшехре. Всего за годы войны с иранских предприятий в СССР было отправлено 184 112 автомобилей. Автомобили перегонялись по следующим маршрутам: Тегеран — Ашхабад, Тегеран — Астара — Баку, Джульфа — Орджоникидзе. В 1945 году оба завода были демонтированы и вывезены в СССР.
Черноморский маршрут стал активно функционировать с начала 1945 года, когда после освобождения Греции суда стали проходить через проливы.
В годы войны существовало ещё два воздушных маршрута ленд-лиза. По одному из них самолёты «своим ходом» летали в СССР из США через Южную Атлантику, Африку и Персидский залив, по другому — через Аляску, Чукотку и Сибирь. По второму маршруту, известному под названием «Алсиб» («Аляска — Сибирь»), было переброшено 7925 самолётов.
Владивосток за годы войны переработал импортных грузов почти в четыре раза больше Мурманска и почти в пять раз больше Архангельска.

#### Грузы, поставлявшиеся союзниками в Советский Союз из Великобритании
В период с июня 1941 по май 1945 года доставлены в СССР в общей сложности 4 млн тонн военных грузов, включая продукты питания и медикаменты. Стоимость поставленных Великобританией в СССР вооружений составила 308 млн фунтов (не включая военно-морских вооружений), стоимость продуктов питания и сырья составила 120 млн фунтов. В соответствии с англо-советским соглашением от 27 июня 1942 года военная помощь, отправленная из Великобритании в Советский Союз во время войны, была полностью бесплатной При этом необходимо иметь в виду, что до этой даты СССР проводил оплату поставок со стороны Великобритании золотом и валютой. Общая сумма оплаты сегодня может быть оценена в размере 55 тонн золота. Факт данных поставок широко известен в мире благодаря известному случаю гибели одного из десяти кораблей, перевозивших золото. Это потопление в апреле 1942 года британского крейсера «Эдинбург», перевозившего ценный груз в размере 5500 кг золота из СССР в Британию.
Другой проблемой в военных поставках Британии был достаточно низкий уровень военной техники. Эта проблема в конце концов нашла отражение в переписке на высшем уровне между главами государств. Несмотря на то, что это было специально оговорено как «мелочи», в письме главы СССР И. В. Сталина премьер-министру Черчиллю было упомянуто о фактах некомплектности прибывающей авиатехники. Также СССР в определённой мере выражал недовольство, что поставки современной авиатехники были ограничены. Например, в 1941-42 гг. не осуществлялись поставки истребителей «Спитфайр». Недовольство также вызывал факт поставки в 1941-42 гг. запасов химического оружия.

В целом можно сказать, что поставки вооружения и материалов из Британии были ограничены в силу прежде всего тяжёлого экономического положения Британии, хотя и несравнимо более благоприятного в сравнении с СССР, но тем не менее ощутимо напряжённого в силу военно-морской блокады со стороны Германии и необходимости задействования сил против Германии и Италии на африканском фронте.

#### Грузы, поставлявшиеся в Советский Союз из США по годам
Размер помощи Советскому Союзу со стороны Соединённых Штатов в рамках ленд-лиза по годам достиг следующих размеров (в млн долларов):
| год  | все продукты 9159,8 | военное снаряжение 3837,6 | товары мирного назначения 5322,2 |
| ---- | ------------------- | ------------------------- | -------------------------------- |
| 1941 | 29,5                | 29,5                      | —                                |
| 1942 | 1363,3              | 723,7                     | 639,6                            |
| 1943 | 2965,9              | 1291,1                    | 1674,8                           |
| 1944 | 3429,1              | 1060,4                    | 2368,7                           |
| 1945 | 1372,0              | 732,9                     | 639,1                            |

Всего Советский Союз получил помощи на 9,4 миллиарда долларов, из них 41,15 % военного снаряжения. С расходами на перевозку помощь Соединённых Штатов достигла 11,3 миллиарда долларов.

### Номенклатура и значение поставок
Программа ленд-лиза была обоюдовыгодной как для СССР (и других стран-получателей), так и для США. СССР выиграл необходимое время для перебазирования военной и прочей промышленности вглубь страны и закрывал жизненно важные для ведения войны на то время «узкие места» в снабжении армии и промышленности, для чего советским правительством самим определялась номенклатура желаемых поставок по ленд-лизу.
Поставки военной техники в СССР сведены в нижеследующую таблицу.
| Продукция                      | Поставки из США | Поставки из Британской империи | Производство в СССР (1941-45) | Соотношение (поставки/производство) |
| ------------------------------ | --------------- | ------------------------------ | ----------------------------- | ----------------------------------- |
| Самолёты                       | 11 400          | более 7000                     | 125 655                       | 14.6 %                              |
| Бронетехника (танки, САУ, БТР) | 12 000          | 6564                           | 105 251                       | 17,6 %                              |
| Автомашины                     | 427 284         | 5232                           | 265 600                       | 163 %                               |
| Локомотивы                     | 1977            | 4                              | 825                           | 240 %                               |
| Мотоциклы                      | 35 170          | 1721                           | 27 216                        | 136 %                               |

В Советский Союз в рамках ленд-лиза также было поставлено: противотанковых пушек более 5000 штук; автоматического оружия 131 633 штуки (в основном пистолетов-пулемётов); пистолетов 12 997 штук; винтовок 8218 штук; взрывчатые вещества: 345 735 тонн (в том числе тротила 123 150 тонн; толуола 107 683 тонны; динамита 31 933 тонны); пороха 127 000 тонн; этанола высокой очистки (для изготовления взрывчатых веществ) 331 066 литров; детонаторов 903 000 штук; радиостанций 35 800 единиц; радиолокаторов 2074 единицы; противолодочных кораблей 105 единиц; торпедных катеров 202 единицы; грузовых судов 90 единиц; подводных лодок 4 единицы; двигателей для катеров и кораблей 7784 штуки; товарных вагонов 11 075 штук; локомотивов 1981 штука; тракторов 8071 штука; металлорежущих станков 38 100 штук; телефонов 2 500 000 штук; продовольствия 4 478 000 тонн; машин и оборудования на 1 078 965 000 долларов; оборудования зданий на 10 910 000 долларов; стали 2 800 000 тонн; цветных металлов 802 000 тонн; нефтепродуктов 2 670 000 тонн; химикалий 842 000 тонн; хлопка 106 893 тонны; кожи 49 860 тонн; шин 3 786 000 штук; армейских ботинок 15 417 000 пар; одеял 1 541 590 штук; пуговиц 257 миллионов.
Одно из определяющих значений для Советского Союза вообще и для Красной армии в частности имели ленд-лизовские поставки продовольствия (только из США было поставлено 1 750 000 тонн).
В 1943 г. война требовала все новых материальных и людских ресурсов. Трудоспособных мужчин в деревне осталось не более 30 %, в основном старшего возраста. Чтобы обеспечить сельское хозяйство хотя бы минимумом рабочей силы, была введена практика сезонного привлечения населения из городов, рабочих поселков, райцентров. Ко всем военным невзгодам летом 1943 г. прибавилась сильная засуха, не уступающая 1921 г. С этого года начинается более активная поставка продовольствия из США по ленд-лизу. За годы войны Советскому Союзу было экспортировано 4,5 млн тонн продуктов питания, что составило 3,4 % от отечественных объёмов. Основная доля продовольствия для армии и гражданского населения страны (91 %) осуществлялась на основе производства сельскохозяйственной продукции в колхозах и совхозах. Примечательно, что, несмотря на крайне тяжёлые годы, в экономике народного хозяйства на селе к концу войны было сохранено основное поголовье животных, что в дальнейшем создавало базу развития этой отрасли.
СССР получил от США 433 967 автомобилей и 34 190 мотоциклов, при этом в СССР с начала войны до конца 1945 года выпущено лишь 266 тыс. автомобилей и 27 тыс. мотоциклов (без учёта шасси и комплектующих для танков Т-60 и Т-70, бронеавтомобилей БА-64; на 22 июня 1941 в РККА было 281 377 автомобилей, из народного хозяйства на 23 августа 1941 года было изъято 206 169 единиц).
Для нужд Военно-морского флота в СССР было поставлено: 318 боевых кораблей (тральщики, торпедные катера, катера-«большие охотники за подводными лодками»), 2 141 самолёт, несколько тысяч единиц автоматического зенитного вооружения, 3 776 мин морских, 21 273 бомбы глубинных, 128 тралов акустических и электромагнитных, 359 гидроакустических систем, 1 724 радиостанций разных, 1 049 комплектов радиолокационной аппаратуры, 1 300 дизелей судовых, 159 водолазных станций и ещё свыше сотни наименований вооружения, корабельного и берегового оборудования, остродефицитного или вообще не выпускавшегося в СССР.
«Студебеккер» в значительной части заменил конную тягу и тракторы для буксировки 76-мм и 122-мм артсистем. Хорошие эксплуатационные качества показал также автомобиль Dodge 3/4 т, буксирующий артиллерийские орудия до 76 мм включительно. Легковой автомобиль Willys с двумя ведущими осями стал надёжным средством разведки, связи и управления войсками, а также в качестве лёгкого тягача для 45-мм противотанковых пушек. Были также автомобили специального назначения — амфибии Ford (на базе машины Willys, 3520 шт.) в составе специальных батальонов для форсирования водных преград, и 723 GMC (на базе грузовика той же марки), использовавшиеся, главным образом, инженерными частями при устройстве переправ.
Ленд-лизовские «Студебеккеры» стали к концу войны (с 17 июля 1944 года) основным шасси для систем залпового огня «Катюша». За 4 года войны из 3374 автомобильных шасси, использованных для монтажа пусковых установок гвардейских реактивных миномётов, они составили 1845 — 54,7 % (на базе ЗИС-6 — только 372, до сентября 1941; остальные 17 типов шасси — 1157 — 34,3 %). Практически все «Катюши», собранные на базе советских автомобилей, уничтожила война. Всего же шасси, пригодных для установки пусковых, было поставлено 5975. После окончания военных действий с Японией СССР принял решение о возврате американской автотехники и началась процедура её возврата в США, при этом процесс возврата был проведён практически полностью, так что в настоящее время проблематично найти оригинальные американские автомобили, использовавшиеся в период военных действий, даже в музеях. Например, в военно-историческом музее «Сталинградская битва» в г. Волгограде представлена уже послевоенная отечественная автотехника в качестве носителя «катюш».

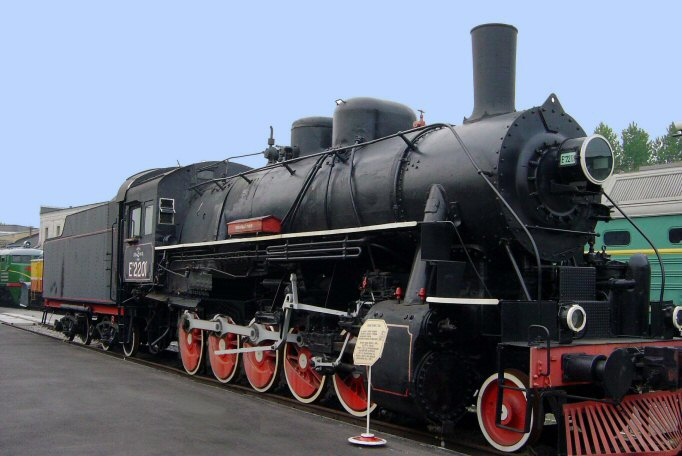
Паровоз Е^{а}

СССР получил по ленд-лизу 622,1 тыс. тонн железнодорожных рельсов (56,5 % от собственного производства), 1928 локомотивов (в 2,4 раза больше, чем выпущено в СССР за годы войны; до войны СССР имел 25 000 локомотивов) и 11 075 вагонов (больше в 10,2 раза). При этом 98,5 % импорта подвижного состава пришлось на конец войны и послевоенное время — с 1944 года) (подробнее…).
США поставили 2 млн 13 тыс. тонн авиабензина (вместе с союзниками — 2 млн 586 тыс. тонн) — почти 2/3 горючего, использованного за годы войны советской авиацией. Кроме готового авиабензина, было поставлено нефтеперерабатывающее оборудование для его производства на территории СССР, причём объём этих поставок был таков, что собственная годовая выработка авиабензина возросла со 110 000 тонн в 1941 году до 1 670 000 тонн в 1944 году. Наряду с самолётами, СССР получил сотни тонн авиационных запчастей, авиационные боеприпасы, горючее, специальное аэродромное оборудование и аппаратуру, в том числе 9351 американскую радиостанцию для установки на истребителях советского производства, навигационное авиаоборудование (радиокомпасы, автопилоты, радары, секстанты, авиагоризонты).
Из-за того, что большинство верфей оказалось под оккупацией или блокадой и из-за длительного производственного цикла, в годы войны советское судостроение было практически остановлено, и советский флот получил по ленд-лизу почти все из около полутысячи новых судов, из которых около 80 % были военными — противолодочными катерами и кораблями, тральщиками, эсминцами и подводными лодками. Опять же надо иметь в виду, что все полученные по программе ленд-лиза военные корабли были возвращены после окончания боевых действий с Японией США (не надо путать в данном случае их с военными кораблями Италии и Германии, полученными в рамках раздела военных трофеев по соглашению с союзниками).
Также ввиду нахождения в оккупационной или прифронтовой зонах главных промышленных центров страны и того, что главные материальные и людские ресурсы были сосредоточены на производстве основных видов вооружений и боеприпасов, по ленд-лизу были получены высокие доли продукции машиностроения и приборостроения (как приборов и оборудования для военной техники и наземного обеспечения, так и средств и оборудования производственного назначения типа станков или народно-хозяйственного назначения типа тракторов), а также химической промышленности.
Подсчёт общей доли поставок по ленд-лизу в общем и военном производстве СССР является сложной задачей, так как многие документы по военному производству и их компонентам засекречены до сих пор. Утверждение Н. А. Вознесенского в книге «Военная экономика СССР в период Отечественной войны», что в целом доля составила 4 % от советского производства, не вполне отражает действительность, так как по некоторым видам производства и снабжения эта доля выше в несколько и даже в десятки раз. Кроме того, довольно часто поставки по ленд-лизу включались в состав национального производства. Например, Казанский пороховой завод изготовил более 103 000 тонн пороха, в том числе порохов особой доставки (поставленных союзниками по ленд-лизу) за годы войны использовано порядка 22 000 тонн. Учитывая, что этот завод производил заряды для «Катюш», которые требовали другой состав пороха (менее плотного), не ясно, какая доля в производстве пороха в итоговом подсчёте была преобладающей. Такая же проблема подсчётов существовала почти на всех производствах СССР во время войны.
Сравнительные данные по роли ленд-лиза в обеспечении советской экономики некоторыми видами материалов и продовольствия во время войны даны ниже:
| Материалы                         | Производство СССР | Ленд-лиз | Соотношение, % |
| --------------------------------- | ----------------- | -------- | -------------- |
| Взрывчатка, тыс. тонн             | 558               | 295,6    | 53 %           |
| Медь, тыс. тонн                   | 534               | 404      | 76 %           |
| Алюминий, тыс. тонн               | 283               | 301      | 106 %          |
| Олово, тыс. тонн                  | 13                | 29       | 223 %          |
| Кобальт, тонн                     | 340               | 470      | 138 %          |
| Авиабензин, тыс. тонн             | 4700              | 2586     | 55 %           |
| Автомобильные шины, тыс. штук     | 8368              | 3659     | 30,49 %        |
| Железнодорожные вагоны            | 1086              | 11 075   | 1020 %         |
| Железнодорожные рельсы, тыс. тонн | 1 101,1           | 622,1    | 57 %           |
| Шерсть, тыс. тонн                 | 360,5             | 98       | 27,2 %         |
| Сахар, тыс. тонн                  | 995               | 658      | 66 %           |
| Мясные консервы, млн банок        | 432,5             | 2077     | 480 %          |
| Жиры животные, тыс. тонн          | 565               | 602      | 107 %          |

Для лучшего понимания масштаба помощи по ленд-лизу достаточно посмотреть на официальные цифры о размерах внешней торговли СССР в 1940 году. Председатель Государственной плановой комиссии Николай Вознесенский опубликовал следующие данные о вывозе и привозе товаров в СССР, в миллионах советских рублей и долларов на Внешнеторговый баланс Советского Союза в 1940 году:
| 1940 год                                                   | млн. рублей | млн. долларов |
| ---------------------------------------------------------- | ----------- | ------------- |
| Экспорт всего:                                             | 1412        | 266,4         |
| в том числе в Германию                                     |             | 190,3         |
| в том числе в Соединённые Штаты, Канаду и Великобританию   |             | 26,1          |
| Импорт всего:                                              | 1446        | 272,8         |
| в том числе из Германии                                    |             | 128,6         |
| в том числе из Соединённых Штатов, Канады и Великобритании |             | 94,2          |

## Долги по ленд-лизу и их выплата
Сразу после войны США направили странам, получавшим помощь по ленд-лизу, предложение вернуть уцелевшую военную технику и погасить долг за то, что союзники пожелали оставить у себя, для получения новых кредитов. Поскольку закон о ленд-лизе предусматривал списание использованного военного оборудования и материалов, американцы настаивали на оплате только гражданских поставок: железнодорожного транспорта, электростанций, пароходов, грузовиков и прочего оборудования, находившегося у стран-получателей по состоянию на 2 сентября 1945 года. За уничтоженную в ходе боёв военную технику США возмещения не потребовали. Тем не менее, было оговорено списание и фактическое уничтожение военной техники. СССР принял решение о полном списании всей военной техники, полученной по ленд-лизу: танков, артиллерийских орудий, артиллерийских тягачей, военной авиа- и автотехники.

### СССР
Объём американских поставок по ленд-лизу составил около 10,8 млрд $. Согласно закону о ленд-лизе, оплате подлежала только уцелевшая в ходе войны техника; для согласования итоговой суммы сразу по окончании войны начались советско-американские переговоры. В США изначально было рассчитано, что сумма, подлежащая оплате, за уцелевшую гражданскую технику и оборудование, с учётом их износа, составляет 2,6 млрд $, для переговоров эта сумма была снижена вдвое, до 1,3 млрд $. На переговорах 1948 года советские представители согласились выплатить лишь 170 млн $ и встретили предсказуемый отказ американской стороны. Переговоры 1949 года тоже ни к чему не привели (советская сторона увеличила предлагаемую сумму до 200 млн $ с рассрочкой на 50 лет, американская — снизила до 1 млрд $ с рассрочкой на 30 лет). В 1951 году американцы дважды снижали сумму платежа, которая стала равняться 800 млн $, однако советская сторона соглашалась уплатить только 300 млн $. По мнению советского правительства, расчёт должен был вестись не в соответствии с реальной задолженностью, а на основе прецедента. Этим прецедентом должны были стать пропорции при определении долга между США и Великобританией, которые были закреплены ещё в марте 1946 года. В результате США согласились с предложениями СССР.
Соглашение с СССР о порядке погашения долгов по ленд-лизу было заключено лишь в 1972 году. По этому соглашению СССР обязался до 2001 года заплатить 722 млн $, включая проценты. К июлю 1973 года были осуществлены три платежа на общую сумму 48 млн $, после чего выплаты были прекращены в связи со вводом американской стороной дискриминационных мер в торговле с СССР (Поправка Джексона — Вэника). В июне 1990 года в ходе переговоров президентов США и СССР стороны вернулись к обсуждению долга. Был установлен новый срок окончательного погашения задолженности — 2030 год, и сумма — 674 млн $.
После распада СССР остро встал вопрос — к кому переходят обязательства по долгам бывшего СССР (включая долги по ленд-лизу).
4 декабря 1991 года 8 республик СССР, включая РСФСР, подписали «Договор о правопреемстве в отношении внешнего государственного долга и активов Союза ССР», который фиксировал долю каждой республики в долгах (и в активах) бывшего СССР. При этом российская доля была установлена на уровне 61,34 %. Договор, однако, был подписан только частью республик бывшего СССР; страны Балтии, Азербайджан, Молдова, Туркменистан, Узбекистан его так и не подписали.
В 1992—1994 годах, однако, Российская Федерация подписала со странами — правопреемниками СССР двусторонние соглашения о «нулевом варианте», согласно которым РФ принимала на себя обслуживание всего государственного долга бывшего СССР в обмен на отказ других республик от полагавшейся им почти половинной доли во всех активах СССР (золотовалютные резервы, собственность за рубежом, собственность вооружённых сил и т. п.). В связи с этим 2 апреля 1993 года правительство РФ заявило о принятии на себя ответственности по всем долгам СССР.
Технически долги СССР были разделены на долги правительствам (Парижский клуб) и долги частным банкам (Лондонский клуб); долг за ленд-лиз был долгом правительству США, то есть частью долга Парижскому клубу. Минфин выплатил странам — членам Парижского клуба кредиторов 22,468,547,413 $ (22,4 млрд) в счёт досрочного погашения долга РФ. Кроме того, с 18 по 21 августа 2006 года Минфин произвел плановые выплаты в счёт погашения и обслуживания долга перед Парижским клубом на общую сумму 1 млрд 268 млн 547 тыс. 413,76 долл. Итого, кредиторам Парижского клуба выплачено 23 млрд 737 млн 038 тыс. 657,61 долл. Платежи осуществлены в девяти валютах. Таким образом, Россия полностью погасила свою задолженность перед Парижским клубом 21 августа 2006 года.

### Великобритания и Канада
Объём долгов Великобритании перед США составил 4,33 млрд долларов США, перед Канадой — 1,19 млрд долларов США. Последний платёж в размере 83,25 млн долларов США (в пользу США) и 22,7 млн долларов США (Канада) был проведён 29 декабря 2006.

### Франция
28 мая 1946 года Франция подписала с США пакет договоров (известный как Соглашение Блюма — Бирнса), урегулировавший французский долг за поставки по ленд-лизу в обмен на ряд торговых уступок со стороны Франции. В частности, Франция существенно увеличила квоты на показ иностранных (в первую очередь американских) фильмов на французском кинорынке.

### Китай
Долг Китайской Республики (Тайваня) перед США за поставки по ленд-лизу составил 187 млн $. С 1979 года США признали Китайскую Народную Республику (КНР) единственным законным правительством Китая, а следовательно, и наследником всех предыдущих договорённостей (включая поставки по ленд-лизу). Тем не менее, в 1989 году США потребовали от Тайваня (не от КНР) возврата долга по ленд-лизу. Дальнейшая судьба китайского долга не ясна.

### Иран
Сумма к оплате иранского долга по ленд-лизу была определена американо-иранским соглашением, заключённым в декабре 1945 года — 8,5 млн долларов, которые Тегеран должен был выплатить частями начиная с 1946 года. В том же месяце было заключено соглашение о продаже шахскому правительству по сниженной цене объектов американской федеральной собственности в Иране.

## Ленд-лиз. Оценки и мнения государственных и военных деятелей, политиков, историков, публицистов
В начале сентября 1941 года в телеграмме к У. Черчиллю И. В. Сталин просил как можно скорее предоставить помощь Советскому Союзу:

…Все это привело к ослаблению нашей обороноспособности и поставило Советский Союз перед смертельной угрозой. Здесь уместен вопрос: каким образом выйти из этого более чем неблагоприятного положения? Я думаю, что существует лишь один путь выхода из такого положения: создать уже в этом году второй фронт где-либо на Балканах или во Франции, могущий оттянуть с восточного фронта 30—40 немецких дивизий, и одновременно обеспечить Советскому Союзу 30 тысяч тонн алюминия к началу октября с. г. и ежемесячную минимальную помощь в количестве 400 самолётов и 500 танков (малых или средних). Без этих двух видов помощи Советский Союз либо потерпит поражение, либо будет ослаблен до того, что потеряет надолго способность оказывать помощь своим союзникам своими активными действиями на фронте борьбы с гитлеризмом.— Переписка Председателя Совета Министров СССР с Президентами США и Премьер-министрами Великобритании во время Великой Отечественной войны 1941-1945 гг. В 2 томах 1958: М. Госполитиздат
Уже в ноябре 1941 года в своём письме к президенту США Рузвельту И. В. Сталин писал:

Ваше решение, господин Президент, предоставить Советскому Союзу беспроцентный кредит в размере 1 000 000 000 $ в обеспечение поставок военного снаряжения и сырья Советскому Союзу было принято советским Правительством с сердечной признательностью, как насущная помощь Советскому Союзу в его огромной и тяжёлой борьбе с общим врагом — кровавым гитлеризмом.
Оригинальный текст (англ.)Your decision, Mr. President, to grant the Soviet Union an interest-free loan to the value of $1,000,000,000 to meet deliveries of munitions and raw materials to the Soviet Union is accepted by the Soviet Government with heartfelt gratitude as vital aid to the Soviet Union in its tremendous and onerous struggle against our common enemy - bloody Hitlerism.

Во время Тегеранской конференции в 1943 году Сталин на торжественном обеде в честь 69-летия Уинстона Черчилля произнёс тост, в котором назвал США страной машин и сказал, что «Без этих машин, поставлявшихся по ленд-лизу, мы бы проиграли эту войну» (Without the use of those machines, through Lend-Lease, we would lose this war). Слова Сталина были зафиксированы в журнале ежедневных событий президента США во время Тегеранской конференции, который был опубликован в американском сборнике «Внешняя политика Соединённых Штатов. Каирская и Тегеранская конференции 1943 года» в 1961 году на 469-й странице. По другим источникам, на этой конференции Сталин дал и такую оценку американской помощи: «Без американской промышленности Объединённые Нации никогда не смогли бы выиграть эту войну» (Without American production the United Nations [the Allies] could never have won the war).
В записке № 1447-с от 27 мая 1963 года Председателя Комитета Госбезопасности В. Е. Семичастного в ЦК КПСС о настроениях Г. К. Жукова отмечено следующее:

…Вот сейчас говорят, что союзники никогда нам не помогали… Но ведь нельзя отрицать, что американцы нам гнали столько материалов, без которых мы бы не могли формировать свои резервы и не могли бы продолжать войну… Получили 350 тысяч автомашин, да каких машин!.. У нас не было взрывчатки, пороха. Не было чем снаряжать винтовочные патроны. Американцы по-настоящему выручили нас с порохом, взрывчаткой. А сколько они нам гнали листовой стали. Разве мы могли быстро наладить производство танков, если бы не американская помощь сталью. А сейчас представляют дело так, что у нас всё это было своё в изобилии— Карпов В. В.  Маршал Жуков: Опала. — М.: Вече, 1994.
Сам Г. К. Жуков опровергал вышеприведённую цитату, о чём говорится в докладе В. Е. Семичастного Хрущёву № 1651-с от 17 июня 1963 года:

…Я считаю, что более неправдивой истории, чем написали немецкие генералы, я никогда не встречал, не читал<..>. Так что это, говорю, вещь, безусловно, натянутая. Видимо, человек, который об этом говорил или сообщал, он передает свое собственное мнение и приписывает мне. Насчет американской помощи то же самое. Я, говорю, много выступал, много писал статей, в свое время выступал публично и давал соответствующую оценку американской помощи и жертв во второй мировой войне. Так что это то же самое натянутая откуда-то вещь.— Военные архивы России в.1, 1993, стр.238.

— … когда к нам стали поступать американская тушёнка, комбижир, яичный порошок, мука, другие продукты, какие сразу весомые дополнительные калории получили наши солдаты! И не только солдаты: кое-что перепадало и тылу.
Или возьмём поставки автомобилей. Ведь мы получили, насколько помню, с учётом потерь в пути около 400 тысяч первоклассных по тому времени машин типа «Студебеккер», «Форд», легковые «Виллисы» и амфибии. Вся наша армия фактически оказалась на колёсах и каких колёсах! В результате повысилась её манёвренность и заметно возросли темпы наступления.
Да-а… — задумчиво протянул Микоян. — Без ленд-лиза мы бы наверняка ещё год-полтора лишних провоевали.

В своих мемуарах «Воспоминания и размышления» Г. К. Жуков также затрагивает тему межсоюзнических отношений в самом тяжёлом для СССР и союзников 1942 году, непосредственно во время Сталинградского сражения, до коренного перелома в войне:

В 22.00 (10 сентября 1942 года) мы были у Верховного, в его кабинете.
Поздоровавшись за руку, что с ним редко бывало, он возмущенно сказал:
— Десятки, сотни тысяч советских людей отдают свою жизнь в борьбе с фашизмом, а Черчилль торгуется из-за двух десятков «харикейнов». А их «харикейны» — дрянь, наши лётчики не любят эту машину… — И затем совершенно спокойным тоном без всякого перехода продолжал: — Ну, что надумали? Кто будет докладывать…

В своих мемуарах Н. С. Хрущёв прямо затронул тему важности ленд-лиза:

Хочу откровенно высказать своё мнение о взглядах Сталина на способность РККА и СССР справиться с нацистской Германией и выдержать войну без американской и английской помощи. Во-первых, хочу сказать о некоторых замечаниях, сделанных Сталиным и неоднократно повторённых им во время «непринуждённых» разговоров между нами. Он прямо сказал, что если бы США нам не помогли, мы бы войну не выиграли. Если бы нам пришлось сражаться с нацистской Германией один на один, то такого давления мы бы не выдержали и войну проиграли бы. Никто никогда эту тему официально не обсуждал, и я не думаю, что Сталин когда-либо письменно излагал своё мнение по данному вопросу, но я все же утверждаю, что в нескольких разговорах со мной он отмечал, что дело обстояло именно так. Он никогда не заводил разговор именно об этом, но когда мы просто беседовали, обсуждая вопросы международной политики в настоящем и в прошлом и переходя к теме того, через что нам пришлось пройти во время войны, он говорил именно так. Когда я слышал такие его замечания, я был с ним полностью согласен, а сейчас я с ним согласен ещё больше.
Оригинальный текст (англ.)I would like to express my candid opinion about Stalin's views on whether the Red Army and the Soviet Union could have coped with Nazi Germany and survived the war without aid from the United States and Britain. First, I would like to tell about some remarks Stalin made and repeated several times when we were "discussing freely" among ourselves. He stated bluntly that if the United States had not helped us, we would not have won the war. If we had had to fight Nazi Germany one on one, we could not have stood up against Germany's pressure, and we would have lost the war. No one ever discussed this subject officially, and I don't think Stalin left any written evidence of his opinion, but I will state here that several times in conversations with me he noted that these were the actual circumstances. He never made a special point of holding a conversation on the subject, but when we were engaged in some kind of relaxed conversation, going over international questions of the past and present, and when we would return to the subject of the path we had traveled during the war, that is what he said. When I listened to his remarks, I was fully in agreement with him, and today I am even more so.

Первую официальную историческую оценку роли ленд-лиза дал председатель Госплана Николай Вознесенский в своей книге «Военная экономика СССР в период Отечественной войны», опубликованной в 1948 году:

…если сравнить размеры поставок союзниками промышленных товаров в СССР с размерами производства промышленной продукции на социалистических предприятиях СССР за тот же период, то окажется, что удельный вес этих поставок по отношению к отечественному производству в период военной экономики составит всего лишь около 4 %.
— Вознесенский Н. [militera.lib.ru/h/voznesensky_n/06.html Военная экономика СССР в период Отечественной войны] — М.: Госполитиздат, 1948
Цифра в 4 % была опубликована без детализации и оспаривается. Затем эти «всего лишь около 4 %» стали основной для характеристики ленд-лиза в советских трудах по истории. Оценка Вознесенского явно противоречит опубликованным в постсоветское время данным об объёмах советского производства и объёмах поставок по ленд-лизу (см. таблицу выше).
По Стеттиниусу, сенатор Джордж, председатель Финансового комитета, так объяснил, почему стоит тратить деньги на программу ленд-лиза:

[США] сейчас тратят около 8 миллиардов в месяц. Если бы не те приготовления, которые мы сделали в эти месяцы, выиграв время, война, я убеждён, продолжалась бы на год дольше. В год мы тратим на войну до 100 миллиардов долларов, а кроме того, мы могли бы потерять огромное число жизней лучших сынов страны. Даже сократив войну только на полгода, мы сбережём 48 миллиардов долларов, потратив всего 11 миллиардов, а кровь наших солдат, слезы наших матерей оценить вообще невозможно…
В своих мемуарах генерал-майор танковых войск вермахта Ф. Меллентин писал, что к весне 1943 года военное положение Германии сильно ухудшилось. Тунис грозил стать новым «Сталинградом», англо-американские стратегические бомбардировки держали в постоянном напряжении промышленность рейха. Значительная часть истребительной авиации была переброшена из России в Европу для борьбы с бомбардировщиками. Положение Италии перед лицом неизбежного вторжения союзников было отчаянным. Германия вынуждена держать крупные силы в Италии и Западной Европе. На Восточном фронте немцы потеряли преимущество в воздухе. Советская авиация существенно нарастила свою мощь — сказалась в том числе и англо-американская помощь. Общее соотношение сил на восточном театре военных действий изменилось, стало очевидно: «перед нами стоит безжалостный противник, располагающий огромными и даже, по-видимому, неисчерпаемыми резервами».

### Роберт Джонс — профессор-историк
В опубликованных исследованиях профессор-историк Роберт Джонс воспроизводит следующую версию взаимных антифашистских действий США, Великобритании и СССР в первые месяцы агрессии нацистой Германии против Советского Союза.

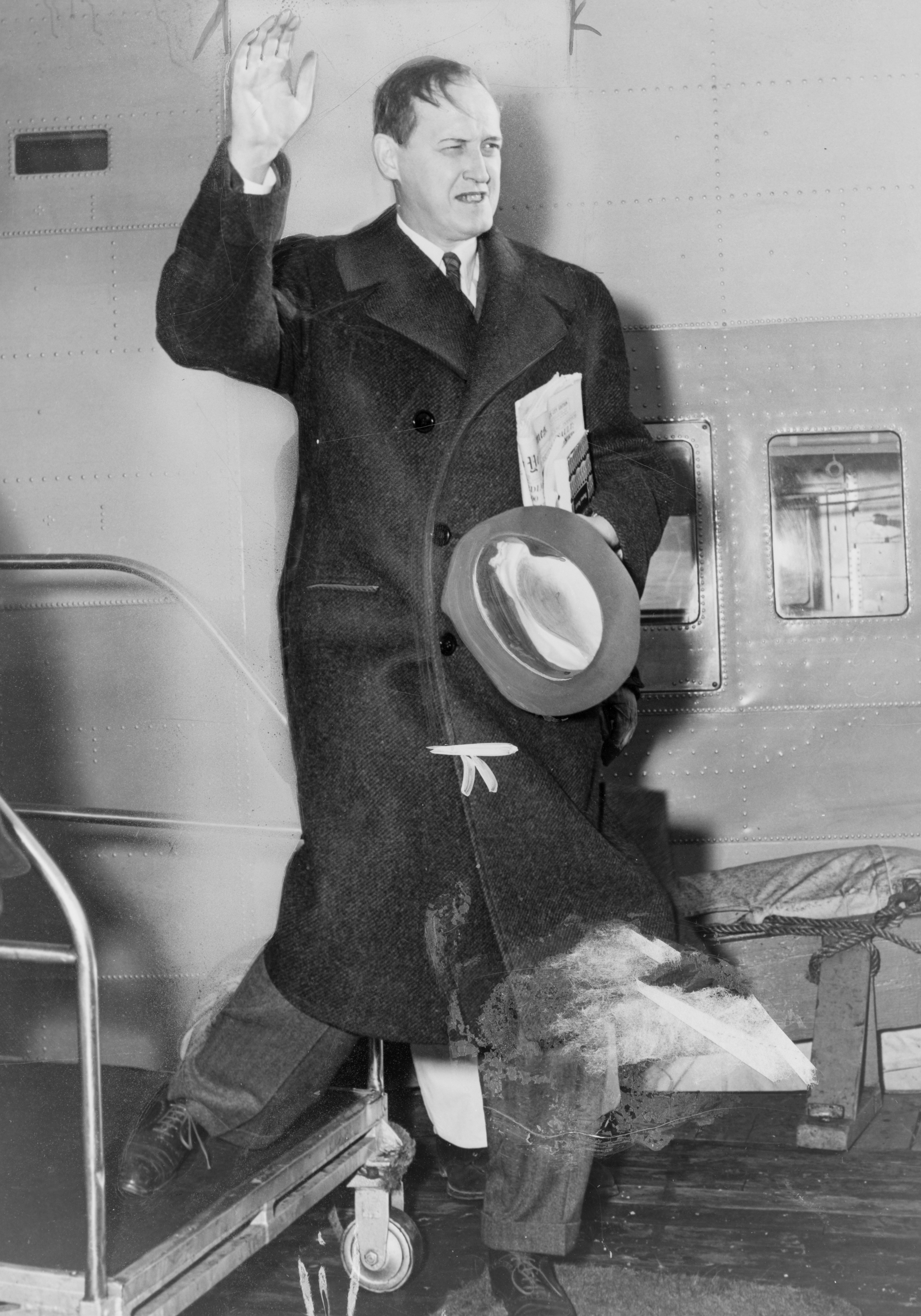
Гарри Гопкинс, одна из ключевых фигур в вопросах ленд-лиза

Р. Джонс пишет, что по словам Джозефа Дэвиса — бывшего посла в СССР : «России должна быть предоставлена любая возможная помощь, и сделать это необходимо в самые кратчайшие сроки». Он считал, что борьба между нацистами и Советским Союзом станет «поворотным пунктом». Президент США Рузвельт поддержал данное мнение и заявил, что если русские сумеют продержаться до октября, зимняя погода остановит немцев и позволит выиграть драгоценное время для организации помощи России.
Посол США в СССР Лоуренс Штейнгард трижды (1, 2, 3 июля 1941 г.) телеграфировал из Москвы, что Сталин не пойдёт на сепаратный мир с нацистами. Учитывая данные сведения, Рузвельт и Гопкинс 11 июля 1941 года встретились в президентском кабинете и обсудили проблему оказания помощи Англии и Советскому Союзу. Рузвельт решил направить Гопкинса в Лондон для переговоров с Черчиллем: необходимо было точно знать, какими будут требования англичан, так как значительную часть помощи для России предполагалось выделить из того, что было поставлено в качестве военной помощи Англии. В Лондоне Гопкинс был принят Гарриманом. Оба сошлись во мнении об оказании срочной военной помощи русским. Гопкинс, понимая, что необходимо точно оценить нужды России, 25 июля направил Рузвельту телеграмму, в которой просил разрешения отправиться в Россию. 26 июля разрешение было получено. Рузвельт просил Сталина «отнестись к Гопкинсу с тем же доверием, как будто он обращается к нему, Рузвельту, напрямую». 27 июля на патрульном бомбардировщике «Каталина» (летающая лодка) Г. Гопкинс совершил героический перелёт на малой высоте из шотландского Инвергордона в Мурманск. Вечером 29 июля в Кремле состоялась встреча Гопкинса со Сталиным. Гопкинс передал Сталину послание Рузвельта и спросил: « что хотели бы получить от Соединённых Штатов в первую очередь?». К первоочередным пожеланиям Сталин отнёс 20 тыс. зенитных орудий калибром от 20 до 37 мм, алюминий, пулемёты калибром 12,7 мм и более миллиона винтовок 7,62 мм. Договорились о проведении с 1 по 15 октября 1941 года конференции заинтересованных сторон по вопросам поставок. Сталин выразил надежду, что Соединённые Штаты также вступят в войну против Германии, так как Англии и СССР в одиночку будет трудно сокрушить Гитлера.
По инициативе Рузвельта 2 августа 1941 года был создан межправительственный Комитет по оказанию военной помощи Советскому Союзу. На заседании Комитета стороны обменялись дипломатическими нотами. В американской ноте указывалось на политику поддержки Советского Союза в борьбе с нацистами : «Соединённые Штаты приняли решение осуществлять экономическое содействие, направленное на усиление Советского Союза в его борьбе с вооружённой агрессией». Напавший на Советский Союз агрессор угрожает также безопасности других народов, поэтому укрепление России соответствует интересам национальной безопасности Соединённых Штатов.
9 августа 1941 года на борту тяжёлого крейсера USS Augusta в Северной Атлантике произошла встреча американской и британской делегаций. Рузвельт и Черчилль высказались за скорейшее проведение конференции по проблеме оснащения Красной армии в Москве, с тем чтобы вопросы «можно было обсуждать напрямую».
В середине августа советские войска на южном направлении отошли за Днепр. Севернее немецкие танки рвались через Смоленск на Москву. В телеграмме Черчиллю 3 сентября Сталин сообщил о существенных потерях в промышленности страны и просил открыть второй фронт. Он запрашивал алюминий, боевые самолёты, танки.
15 сентября в Лондоне состоялись предварительные англо-американские переговоры с тем, чтобы согласовать взаимные действия на предстоящей московской конференции. Необходимо было выработать общее мнение в виде «предложений» о том, какую помощь могут предоставить русским оба народа (американский, британский). На переговорах выяснилось, что «то, что предложили американцы, стало ударом для англичан, так как это означало значительное сокращение поставок, предназначенных для них самих» (необходимо было на должном уровне осуществлять снабжение британских войск, задействованных на средиземноморском театре военных действий, в том числе в боевых действиях с итало-немецкими войсками в Северной Африке — на территории Египта и Магриба, британских ВМС, непрерывно прикрывавших конвои, также британских ВВС, регулярно осуществлявших массированные бомбардировки промышленных районов рейха). Тем не менее, Президент США Рузвельт предложил конструктивные шаги по решению взаимных проблем.
20 сентября 1941 года русскими был оставлен Киев. Промышленный потенциал Советского Союза упал примерно наполовину. Штейнгардт призвал увеличить англо-американские поставки, чтобы помочь русским продолжить войну. Красная армия героически сдерживала противника на подступах к Ленинграду и Москве. Однако, одной стойкости было недостаточно. Огромные материальные потери необходимо было восполнить, иначе рано или поздно Советский Союз должен был уступить.
21 сентября на тяжёлом крейсере «Лондон» Королевских сил ВМС Великобритании англо-американская делегация направилась в Россию для переговоров со Сталиным. Вслед за крейсером 22 сентября другая часть делегации вылетела двумя американскими бомбардировщиками B-24. Это был первый перелёт ВВС США через территорию, контролировавшуюся люфтваффе. 28 сентября 1941 года в Москве открылась конференция по поставкам. Представители США и Великобритании Гарриман и Бивербрук трижды встречались со Сталиным. При обсуждении предложений по поставкам Сталин на первое место поставил танки, затем — противотанковые орудия, средние бомбардировщики, зенитную артиллерию, броневые листы для танков, истребители, самолёты-разведчики, колючую проволоку. Просил открыть второй фронт, а также направить английские войска сражаться на Украине.
30 октября 1941 года положение под Москвой становилось катастрофическим. Сталин выступил по радио с призывом к соотечественникам приложить максимум усилий для спасения отечества. В тот же день Рузвельт направил Сталину телеграмму, где сообщил, что рассмотрел документы по Московской конференции и утвердил все планируемые поставки вооружений и сырья в Россию. Он распорядился осуществить их немедленно средствами американской стороны. Было предложено поставки стоимостью до одного миллиарда долларов осуществить в рамках ленд-лиза. При этом образовавшуюся задолженность не облагать процентами, а выплату долга осуществить через пять лет после завершения войны в течение десятилетнего периода. Одновременно Соединённые Штаты дали понять, что "для всех трёх правительств (Великобритании, Соединённых Штатов, Советского Союза) является неприемлемым брать на себя какие-либо обязательства в отношении деталей послевоенного устройства. И прежде всего следует соблюдать принцип недопустимости никаких тайных соглашений. 4 ноября 1941 года Сталин в ответной телеграмме отметил, что решение о предоставлении беспроцентного займа на сумму 1 млрд долларов советское правительство принимает с сердечной благодарностью. Сталин выразил полное согласие с предложенными условиями. С этого момента Россия вошла в список стран, получавших помощь по ленд-лизу.

## Объём поставок
Грузы, поставлявшиеся из Западного полушария в Советский Союз в рамках ленд-лиза с 22 июня 1941 по 20 сентября 1945, по месяцам и маршрутам доставки (в тоннах):
| Год и месяц | Все маршруты | Персидский залив | Персидский залив  | Дальний Восток | Дальний Восток    | Арктический | Арктический       | Чёрное море | Чёрное море       | Через Аляску | Через Аляску      |
| Год и месяц | Все маршруты | тонны            | Процент от общего | тонны          | Процент от общего | тонны       | Процент от общего | тонны       | Процент от общего | тонны        | Процент от общего |
| Всего       | 17 499 861   | 4 159 117        | 23,8              | 8 243 397      | 47,1              | 3 964 231   | 22,7              | 680 723     | 3,9               | 452 393      | 2,5               |
|             |              |                  |                   |                |                   |             |                   |             |                   |              |                   |
| Год и месяц | Все маршруты | Персидский залив | Персидский залив  | Дальний Восток | Дальний Восток    | Арктический | Арктический       | Чёрное море | Чёрное море       | Через Аляску | Через Аляску      |
| Год и месяц | Все маршруты | тонны            | Процент от общего | тонны          | Процент от общего | тонны       | Процент от общего | тонны       | Процент от общего | тонны        | Процент от общего |
| 1941        | 360 778      | 13 502           | 3,7               | 193 299        | 53,6              | 153 977     | 42,7              | 0           | 0,0               | 0            | 0,0               |
| июнь        | 2977         | 0                | 0,0               | 2988           | 100,0             | 0           | 0,0               | 0           | 0,0               | 0            | 0,0               |
| июль        | 27 567       | 0                | 0,0               | 27 567         | 100,0             | 0           | 0,0               | 0           | 0,0               | 0            | 0,0               |
| август      | 97 483       | 0                | 0,0               | 93 113         | 95,5              | 4370        | 4,5               | 0           | 0,0               | 0            | 0,0               |
| сентябрь    | 38 161       | 0                | 0,0               | 27 629         | 72,4              | 10 532      | 27,6              | 0           | 0,0               | 0            | 0,0               |
| октябрь     | 65 513       | 0                | 0,0               | 17 161         | 26,2              | 48 352      | 73,8              | 0           | 0,0               | 0            | 0,0               |
| ноябрь      | 57 604       | 2972             | 5,2               | 13 559         | 23,5              | 41 073      | 71,3              | 0           | 0,0               | 0            | 0,0               |
| декабрь     | 71 462       | 10 530           | 14,7              | 11 282         | 15,8              | 49 650      | 69,5              | 0           | 0,0               | 0            | 0,0               |
|             |              |                  |                   |                |                   |             |                   |             |                   |              |                   |
| Год и месяц | Все маршруты | Персидский залив | Персидский залив  | Дальний Восток | Дальний Восток    | Арктический | Арктический       | Чёрное море | Чёрное море       | Через Аляску | Через Аляску      |
| Год и месяц | Все маршруты | тонны            | Процент от общего | тонны          | Процент от общего | тонны       | Процент от общего | тонны       | Процент от общего | тонны        | Процент от общего |
| 1942        | 2 453 097    | 705 259          | 28,8              | 734 020        | 29,9              | 949 711     | 38,7              | 0           | 0,0               | 64 107       | 2,6               |
| январь      | 88 597       | 34               | 0,05              | 26 047         | 29,4              | 62 516      | 70,6              | 0           | 0,0               | 0            | 0,0               |
| февраль     | 92 670       | 5282             | 5,7               | 22 206         | 24,0              | 65 182      | 70,3              | 0           | 0,0               | 0            | 0,0               |
| март        | 213 999      | 17 754           | 8,3               | 25 555         | 11,9              | 170 690     | 79,8              | 0           | 0,0               | 0            | 0,0               |
| апрель      | 441 968      | 21 173           | 4,8               | 38 441         | 8,7               | 382 354     | 86,5              | 0           | 0,0               | 0            | 0,0               |
| май         | 194 747      | 86 978           | 44,7              | 33 035         | 17,0              | 74 734      | 38,3              | 0           | 0,0               | 0            | 0,0               |
| июнь        | 193 695      | 91 012           | 47,0              | 30 288         | 15,6              | 54 720      | 28,3              | 0           | 0,0               | 17675        | 9,1               |
| июль        | 183 362      | 62 492           | 34,1              | 63 313         | 34,5              | 13 351      | 7,3               | 0           | 0,0               | 44 206       | 24,1              |
| август      | 215 543      | 65 598           | 30,4              | 78 616         | 36,5              | 69 013      | 32,0              | 0           | 0,0               | 2226         | 1,1               |
| сентябрь    | 179 430      | 72 057           | 40,2              | 79 604         | 44,4              | 27 769      | 15,4              | 0           | 0,0               | 0            | 0,0               |
| октябрь     | 229 331      | 121 272          | 52,9              | 108 059        | 47,1              | 0           | 0,0               | 0           | 0,0               | 0            | 0,0               |
| ноябрь      | 176 911      | 70 430           | 39,8              | 106 481        | 60,2              | 0           | 0,0               | 0           | 0,0               | 0            | 0,0               |
| декабрь     | 242 934      | 91 177           | 37,5              | 122 375        | 50,4              | 29 382      | 12.1              | 0           | 0,0               | 0            | 0,0               |
|             |              |                  |                   |                |                   |             |                   |             |                   |              |                   |
| Год и месяц | Все маршруты | Персидский залив | Персидский залив  | Дальний Восток | Дальний Восток    | Арктический | Арктический       | Чёрное море | Чёрное море       | Через Аляску | Через Аляску      |
| Год и месяц | Все маршруты | тонны            | Процент от общего | тонны          | Процент от общего | тонны       | Процент от общего | тонны       | Процент от общего | тонны        | Процент от общего |
| 1943        | 4794545      | 1606979          | 33,5              | 2388577        | 49,8              | 681043      | 14,2              | 0           | 0,0               | 117946       | 2,5               |
| январь      | 258055       | 86836            | 33,7              | 97671          | 37,8              | 73548       | 28,5              | 0           | 0,0               | 0            | 0,0               |
| февраль     | 342055       | 40071            | 11,8              | 129004         | 37,7              | 172980      | 50,5              | 0           | 0,0               | 0            | 0,0               |
| март        | 263209       | 131277           | 49,9              | 122646         | 46,6              | 9286        | 3,5               | 0           | 0,0               | 0            | 0,0               |
| апрель      | 337572       | 143808           | 42,6              | 193764         | 57,4              | 0           | 0,0               | 0           | 0,0               | 0            | 0,0               |
| май         | 349259       | 121002           | 34,6              | 216380         | 62,0              | 0           | 0,0               | 0           | 0,0               | 11877        | 3,4               |
| июнь        | 275622       | 28786            | 10,4              | 230183         | 83,5              | 0           | 0,0               | 0           | 0,0               | 16653        | 6,1               |
| июль        | 336094       | 126184           | 37,5              | 152215         | 45,3              | 0           | 0,0               | 0           | 0,0               | 57695        | 17,2              |
| август      | 469961       | 177153           | 37,7              | 261087         | 55,6              | 0           | 0,0               | 0           | 0,0               | 31721        | 6,7               |
| сентябрь    | 511365       | 197886           | 38,7              | 313479         | 61,3              | 0           | 0,0               | 0           | 0,0               | 0            | 0,0               |
| октябрь     | 439655       | 192744           | 43,8              | 180872         | 41,4              | 66039       | 15,1              | 0           | 0,0               | 0            | 0,0               |
| ноябрь      | 568620       | 194775           | 34,2              | 228964         | 40,3              | 144881      | 25,5              | 0           | 0,0               | 0            | 0,0               |
| декабрь     | 643078       | 166457           | 25,9              | 262312         | 40,8              | 214309      | 33,3              | 0           | 0,0               | 0            | 0,0               |
|             |              |                  |                   |                |                   |             |                   |             |                   |              |                   |
| Год и месяц | Все маршруты | Персидский залив | Персидский залив  | Дальний Восток | Дальний Восток    | Арктический | Арктический       | Чёрное море | Чёрное море       | Через Аляску | Через Аляску      |
| Год и месяц | Все маршруты | тонны            | Процент от общего | тонны          | Процент от общего | тонны       | Процент от общего | тонны       | Процент от общего | тонны        | Процент от общего |
| 1944        | 6217622      | 1788864          | 28,8              | 2848181        | 45,8              | 1452775     | 23,4              | 0           | 0,0               | 127802       | 2,0               |
| январь      | 599239       | 201713           | 33,7              | 176170         | 29,4              | 221356      | 36,9              | 0           | 0,0               | 0            | 0,0               |
| февраль     | 341158       | 114161           | 33,5              | 100017         | 29,3              | 126980      | 37,2              | 0           | 0,0               | 0            | 0,0               |
| март        | 351751       | 150500           | 42,8              | 91299          | 26,0              | 109952      | 31,2              | 0           | 0,0               | 0            | 0,0               |
| апрель      | 408870       | 274791           | 67,2              | 134079         | 32,8              | 0           | 0,0               | 0           | 0,0               | 0            | 0,0               |
| май         | 553376       | 289070           | 52,2              | 264306         | 47,8              | 0           | 0,0               | 0           | 0,0               | 0            | 0,0               |
| июнь        | 522556       | 187349           | 35,9              | 307224         | 58,8              | 0           | 0,0               | 0           | 0,0               | 27983        | 5,3               |
| июль        | 624578       | 127393           | 20,4              | 275761         | 44,2              | 155760      | 24,9              | 0           | 0,0               | 65664        | 10,5              |
| август      | 561533       | 36437            | 6,5               | 308614         | 55,0              | 185562      | 33,0              | 0           | 0,0               | 30920        | 5,5               |
| сентябрь    | 579860       | 87861            | 15,2              | 298208         | 51,4              | 190556      | 32,9              | 0           | 0,0               | 3235         | 0,5               |
| октябрь     | 545414       | 156228           | 28,6              | 309441         | 56,8              | 79745       | 14,6              | 0           | 0,0               | 0            | 0,0               |
| ноябрь      | 564628       | 95864            | 17,0              | 313916         | 55,6              | 154848      | 27,4              | 0           | 0,0               | 0            | 0,0               |
| декабрь     | 564659       | 67497            | 12,0              | 269146         | 47,7              | 228016      | 40,3              | 0           | 0,0               | 0            | 0,0               |
|             |              |                  |                   |                |                   |             |                   |             |                   |              |                   |
| Год и месяц | Все маршруты | Персидский залив | Персидский залив  | Дальний Восток | Дальний Восток    | Арктический | Арктический       | Чёрное море | Чёрное море       | Через Аляску | Через Аляску      |
| Год и месяц | Все маршруты | тонны            | Процент от общего | тонны          | Процент от общего | тонны       | Процент от общего | тонны       | Процент от общего | тонны        | Процент от общего |
| 1945        | 3673819      | 44513            | 1,2               | 2079320        | 56,6              | 726725      | 19,8              | 680723      | 18,5              | 142538       | 3,9               |
| январь      | 405762       | 31454            | 7,8               | 194914         | 48,0              | 118869      | 29,3              | 60525       | 14,9              | 0            | 0,0               |
| февраль     | 450588       | 4497             | 1,0               | 181741         | 40,3              | 153278      | 34,0              | 111072      | 24,7              | 0            | 0.0               |
| март        | 487030       | 4409             | 0,9               | 161786         | 33,2              | 148731      | 30,5              | 172104      | 35,4              | 0            | 0,0               |
| апрель      | 540278       | 1232             | 0,2               | 193709         | 35,9              | 167180      | 30,9              | 178157      | 33,0              | 0            | 0,0               |
| май         | 768295       | 2921             | 0,4               | 518212         | 67,4              | 138667      | 18,1              | 108495      | 14,1              | 0            | 0,0               |
| июнь        | 329191       | 0                | 0,0               | 275018         | 83,5              | 0           | 0,0               | 21638       | 6,6               | 32535        | 9,9               |
| июль        | 408554       | 0                | 0,0               | 313360         | 76,7              | 0           | 0,0               | 1268        | 0,3               | 93926        | 23,0              |
| август      | 234606       | 0                | 0,0               | 200369         | 85,4              | 0           | 0,0               | 18160       | 7,7               | 16077        | 6,9               |
| сентябрь    | 49515        | 0                | 0,0               | 40211          | 81,2              | 0           | 0,0               | 9304        | 18,8              | 0            | 0,0               |

1. ↑  Общий объём поставок из Западного полушария, в том числе и товары из Канады. Включают около 488 000 тонн потерянных в пути, главным образом, в 1942 году. Не включают 555 000 тонн нефтепродуктов, поступающих из НПЗ принадлежащих Союзникам в Иране.
2. 1 2 3 4 5 6  Объём поставок дан на месяц выхода груза из западных портов или авиабаз

Номенклатура поставок по ленд-лизу определялась советским правительством и была призвана заткнуть «узкие места» в снабжении промышленности и армии СССР.
| Летательных аппаратов               | 22 150                            |
| Танков                              | 10 000                            |
| Легковых внедорожников и вездеходов | 51 503                            |
| Грузовых машин                      | 375 883                           |
| Мотоциклов                          | 35 170                            |
| Тракторов                           | 8071                              |
| Винтовок                            | 8218                              |
| Автоматического оружия              | 131 633                           |
| Пистолетов                          | 12 997                            |
| Взрывчатых веществ                  | 345 735 тонн                      |
| Динамита                            | 70 400 000 фунтов (31 933 тонн)   |
| Толуола                             | 237 400 000 фунтов (107 683 тонн) |
| Тротила                             | 271 500 000 фунтов (123 150 тонн) |
| Пороха                              | 127 000 тонн                      |
| Детонаторов                         | 903 000                           |
| Оборудования зданий                 | 10 910 000 $                      |
| Товарных вагонов                    | 11 155                            |
| Локомотивов                         | 1981                              |
| Грузовых судов                      | 90                                |
| Противолодочных кораблей            | 105                               |
| Торпедных катеров                   | 202                               |
| Тральщиков                          | 99                                |
| Радиолокаторов                      | 445                               |
| Двигателей для кораблей             | 7784                              |
| Запасов продовольствия              | 4 478 000 тонн                    |
| Машин и оборудования                | 1 078 965 000 $                   |
| Стали                               | 2 800 000 тонн                    |
| Цветных металлов                    | 802 000 тонн                      |
| Нефтепродуктов                      | 2 670 000 тонн                    |
| Химикалий                           | 842 000 тонн                      |
| Хлопковой и иных тканей             | 205 миллионов погонных метров     |
| Кожи                                | 49 860 тонн                       |
| Шин                                 | 3 786 000                         |
| Армейских ботинок                   | 15 417 000 пар                    |
| Одеял                               | 1 541 590                         |
| Спирта                              | 351 900 т.                        |
| Пуговиц                             | 257 723 498                       |